# Schwimmverein Bayer Uerdingen 08
Lo Uerdinger Schwimmverein 08 (Schwimmverein Bayer Uerdingen 08), meglio noto come Bayer Uerdingen, è una società sportiva di Krefeld fondata nel 1908 che si occupa di nuoto e pallanuoto, oltre che attività di fitness e wellness in acqua. Le squadre femminile e maschile di pallanuoto militano nella massima serie tedesca. Il club è anche stato premiato diverse volte per il settore giovanile, uno tra i più sviluppati e all'avanguardia in patria.

## Storia
Il club fu fondato l'8 maggio 1908 da alcuni lavoratori della Uerdinger Waggonfabrik, con il nome di Uerdinger Schwimmverein 08. Il suo veloce sviluppo fu bruscamente interrotto negli anni della Seconda guerra mondiale, ma la società riuscì a riprendersi dopo la sua conclusione.
Il 1951 è un anno fondamentale per la storia del club: fu allora, infatti, che la nota azienda farmaceutica Bayer decide di sponsorizzarlo. Grazie ai notevoli capitali investiti, il Bayer Uerdingen conosce decenni di espansione notevole, segnati dalla costruzione di una Club House negli anni '60, e di due piscine a cavallo dei due decenni successivi. Tra il 1980 e il 2000 il numero di soci è decuplicato.
In ambito pallanuotistico si registrano sette titoli nazionali al femminile, oltre a sei Coppe di Germania, trofeo quest'ultimo conquistato anche al maschile nel 2016. A livello giovanile il club si è dimostrato il migliore in patria, con 26 campionati vinti nel periodo di tempo compreso tra il 1984 e il 2007. In ambito natatorio spicca la figura di Steffen Driesen, 13 volte campione tedesco, nonché argento mondiale con la staffetta mista 4x100 a Fukuoka 2001 e oro olimpico ad Atene 2004 nella stessa specialità.

## Rosa 2016-2017
| N° |                     | Ruolo | Giocatore         |
| -- | ------------------- | ----- | ----------------- |
|    | Germania (bandiera) | P     | Niklas Bärendahls |
|    | Germania (bandiera) | P     | Oliver Greck      |
|    | Germania (bandiera) |       | Dustin Bauch      |
|    | Germania (bandiera) |       | Julien Fleck      |
|    | Germania (bandiera) |       | Tobias Gietz      |
|    | Germania (bandiera) |       | Lazar Kilibarda   |
|    | Germania (bandiera) |       | Gergo Kovacs      |
|    | Germania (bandiera) |       | Frederik Neber    |
|    | Germania (bandiera) |       | Gerrit Pape       |
|    | Germania (bandiera) |       | Mate Rajna        |
|    | Germania (bandiera) |       | Ben Reibel        |
|    | Germania (bandiera) |       | Sven Roessing     |

| N° |                     | Ruolo | Giocatore        |
| -- | ------------------- | ----- | ---------------- |
|    | Germania (bandiera) |       | Marvin Thran     |
|    | Germania (bandiera) |       | Simon Freisem    |
|    | Germania (bandiera) |       | Max Gredig       |
|    | Germania (bandiera) |       | Tobias Tamson    |
|    | Germania (bandiera) |       | Lucca Janzen     |
|    | Germania (bandiera) |       | Tim Bongartz     |
|    | Germania (bandiera) |       | Peer Oberhoff    |
|    | Germania (bandiera) |       | Sebastian Neber  |
|    | Germania (bandiera) |       | Vincent Tadday   |
|    | Germania (bandiera) |       | Simon Ludetke    |
|    | Germania (bandiera) |       | Kai Gredig       |
|    | Germania (bandiera) |       | Moritz Wlasowicz |

| Allenatore: | Tim Foche |

## Palmarès

### Settore femminile

#### Titoli nazionali
- Campionato tedesco: 7

1994, 2012, 2013, 2014, 2015, 2016, 2017
- Coppa di Germania femminile: 6

2007, 2012, 2013, 2014, 2015, 2016

### Settore maschile

#### Titoli nazionali
- Coppa di Germania: 1

2016